# Kabinett Geir Haarde II

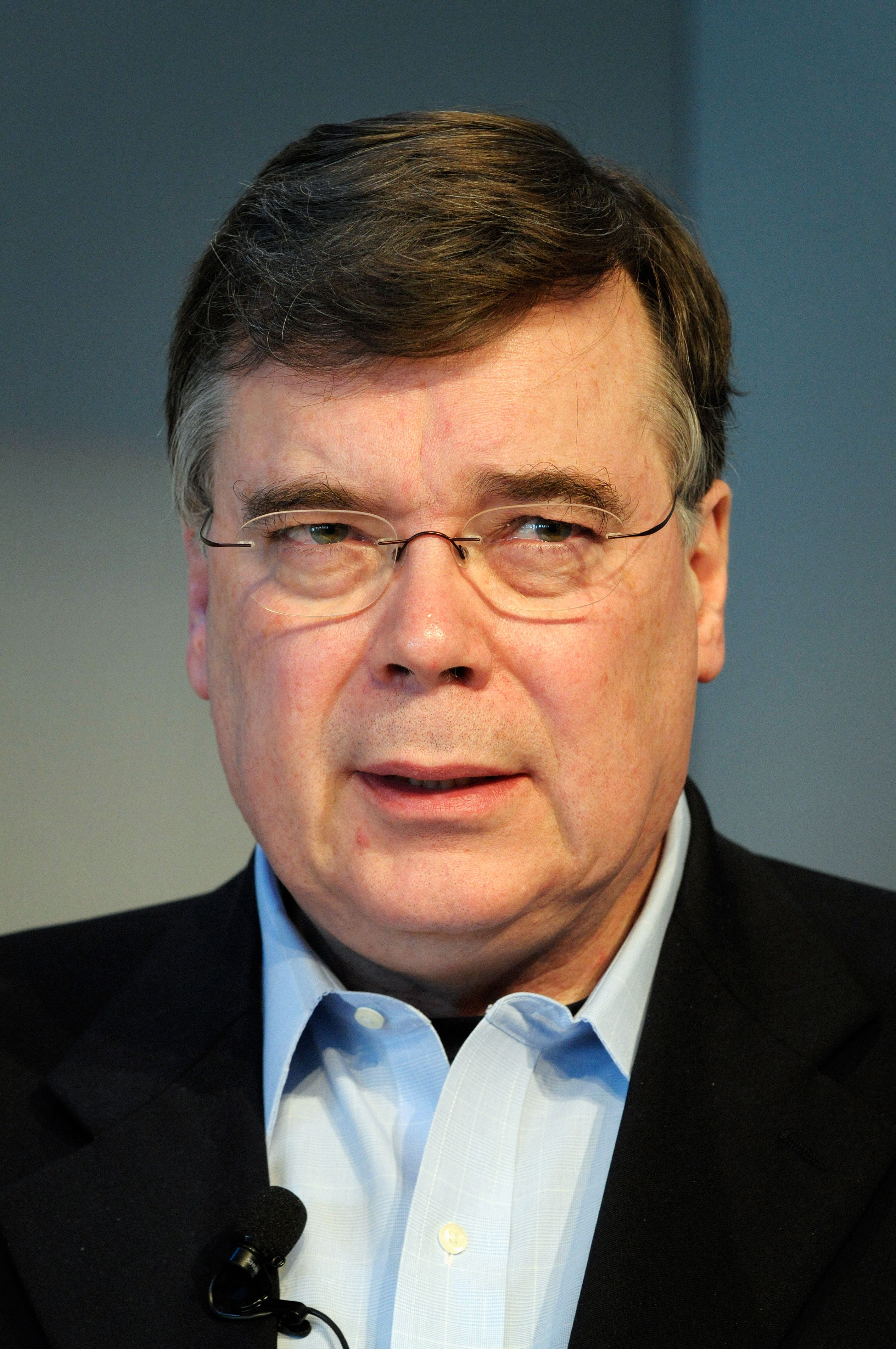
Geir Haarde war von 2006 bis 2009 Premierminister von Island

Das Kabinett Geir Haarde II war eine Regierung der am 17. Juni 1944 ausgerufenen Demokratischen Republik Island (isländisch Lýðveldið Ísland). Es wurde am 24. Mai 2007 gebildet und löste das Kabinett Geir Haarde I ab. Es blieb bis zum 1. Februar 2009 im Amt, woraufhin es vom Kabinett Jóhanna Sigurðardóttir I abgelöst wurde. 
Dem Kabinett gehörten Mitglieder der Unabhängigkeitspartei (Sjálfstæðisflokkurinn) sowie der Allianz (Samfylkingin) an.

## Regierungsmitglieder
| Amt                                                    | Amtsinhaber                    | Beginn der Amtszeit | Ende der Amtszeit |
| ------------------------------------------------------ | ------------------------------ | ------------------- | ----------------- |
| Premierminister                                        | Geir Haarde                    | 24. Mai 2007        | 1. Februar 2009   |
| Minister für Statistik (Hagstofa Íslands)              | Geir Haarde                    | 24. Mai 2007        | 1. Januar 2008    |
| Außenministerin                                        | Ingibjörg Sólrún Gísladóttir   | 24. Mai 2007        | 1. Februar 2009   |
| Finanzminister                                         | Árni M. Mathiesen              | 24. Mai 2007        | 1. Februar 2009   |
| Handelsminister                                        | Björgvin Guðni Sigurðsson      | 24. Mai 2007        | 1. Februar 2009   |
| Justizminister und Minister für Kirchenangelegenheiten | Björn Bjarnason                | 24. Mai 2007        | 1. Februar 2009   |
| Minister für Fischerei und Landwirtschaft              | Einar K. Guðfinnsson           | 24. Mai 2007        | 1. Februar 2009   |
| Ministerin für Gesundheit und soziale Sicherheit       | Guðlaugur Þór Þórðarson        | 24. Mai 2007        | 1. Februar 2009   |
| Sozialministerin                                       | Jóhanna Sigurðardóttir         | 24. Mai 2007        | 1. Februar 2009   |
| Verkehrsminister                                       | Kristján L. Möller             | 24. Mai 2007        | 1. Februar 2009   |
| Bildungsministerin                                     | Þorgerður Katrín Gunnarsdóttir | 24. Mai 2007        | 1. Februar 2009   |
| Umweltministerin                                       | Þórunn Sveinbjarnardóttir      | 24. Mai 2007        | 1. Februar 2009   |
| Industrieminister                                      | Össur Skarphéðinsson           | 24. Mai 2007        | 1. Februar 2009   |